# Севастян (митець)
Севастя́н — ієродиякон, київський гравер-ксилограф другої половини 18 століття.
Севастян був автором дереворитів до видань Києво-Печерської Лаври: «Каноніка» 1749, «Псалтиря Толкового» 1752, «Молитвослова» 1753, «Патерика» 1760 і «Житій Святих» 1764. Севастяном була прикрашена і «Мінея» — церковний календар на серпень, що датується кінцем 18 століття, одна з первісток українського друку.